# サン太陽トラベル
株式会社サン太陽トラベル（サンたいようトラベル）は、かつて大阪府大阪市に本社を置いていた旅行会社。ツアーブランドとしてサミーツアーという名称を使用していた。

## 概要
主に旅行商品（募集型企画旅行）の企画・販売を取り扱っており、各地区の旅行代理店への卸し（ホールセール）、自社ホームページ、楽天トラベルを通じてのネット販売も展開していた。特にバスツアーに重点を置き、スキーツアーや東京ディズニーリゾートへのバスツアーなどを企画していた。
首都圏と関西・中京を結ぶツアーバス「イースト・ウエスト・シャトル」(East West Shuttle) の企画・取り扱いのほか、他社運行のツアーバス（新日本ツーリスト「コトバスエクスプレス」・ハーヴェストホールディングス「ハーヴェストライナー」・ロータリーエアーサービス「キラキラ号」）の斡旋も行っていた。
その他、旅行企画商品として関西圏出発の富士急ハイランドへのバスツアーを企画。バスは富士急ハイランドの人気アトラクションドドンパより名前を採り「ドドンパライナー」として運行した。

## 経営破綻
2009年10月30日、サン太陽トラベルが事業を停止、同年11月に大阪地方裁判所に自己破産手続きの開始を申し立てる準備に入ったことが明らかになった。負債総額は約7億円で、2007年に企画した吹田スキーバス事故で乗員・乗客ら27人が死傷したことを受け信用が低下したことなどにより、収益が悪化していたことが原因とされる。
2010年2月3日に破産手続開始決定、2011年2月11日付で費用不足のため破産廃止の決定がなされ、完全消滅した。